# ناوسیکائا ۱۹۲

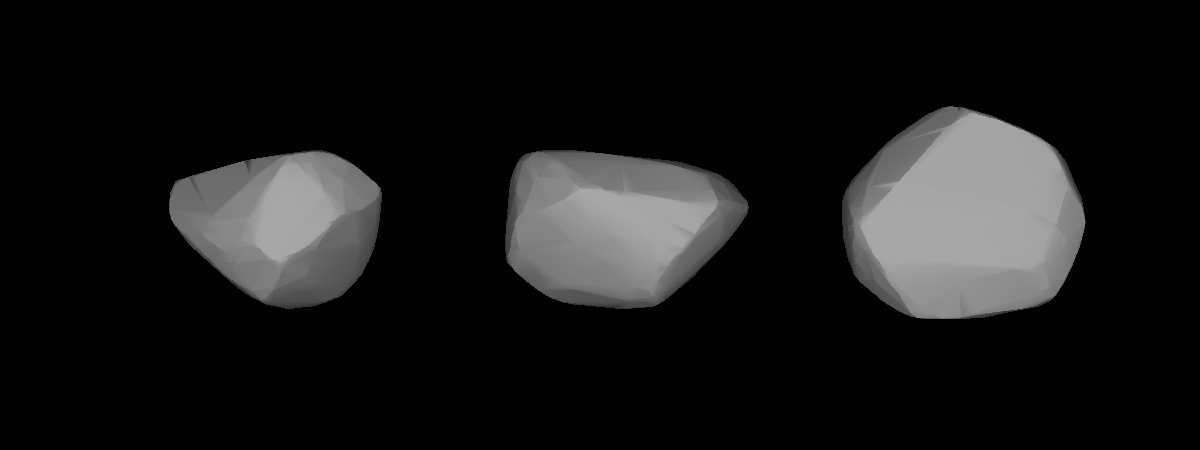
مدل سه‌بُعدی سیارک ناوسیکائا ۱۹۲ بر اساس منحنی نور آن

سیارک ۱۹۲ (به انگلیسی: 192 Nausikaa) صد و نود و دومین سیارک کشف شده‌است که در ۱۷ فوریه ۱۸۷۹ کشف شد.
قدر مطلق سیارک برابر ۷٫۱۳ است.